# Bliastes viridifrons
Bliastes viridifrons är en insektsart som beskrevs av Piza Jr. 1976. Bliastes viridifrons ingår i släktet Bliastes och familjen vårtbitare. Inga underarter finns listade i Catalogue of Life.